# Nicrophorus przewalskii
Nicrophorus przewalskii är en skalbaggsart som beskrevs av Semenov-tian-shanskij 1894. Nicrophorus przewalskii ingår i släktet Nicrophorus och familjen asbaggar. Inga underarter finns listade i Catalogue of Life.